# جيمس هيلتون
جيمس هيلتون (بالإنجليزية: James Hilton)‏ كاتب روائي إنجليزي ولد في 9 سبتمبر 1900 وتوفي في 20 ديسمبر 1954.

## حياته
ولد جيمس لوالد كان يعمل مديراً لإحدى المدارس، وقد التحق بكلية كرست بكامبردج وتخرج عام 1921  وبعد ذلك أصبح صحفياً أولا لمانشستر جارديان، ثم مراجعة الخيال لصحيفة ديلي تلغراف ونشر بعض الروايات التي لم تحقق له نجاحا ملحوظاً.
وفي عام 1934 نشرت له رواية وداعا مستر شبس
(بالإنجليزية: Good bye ،Mr. Chips)‏ في مجلة برتشى ويكلي، وذاعت شهرته بشكل ملحوظ بعد أن نشرت ثانية بمجلة منثلي بالولايات المتحدة الأمريكية بنفس العام.
ومن ثم قد أعيد نشر روايته الفارس الأعزل و الأفق المفقود (بالإنجليزية: The lost horizon)‏ ، والذين سبق نشرهم عام 1933 وحققا مبيعات ضخمة بعد إعادة النشر نظرا للإقبال عليهما وتحولات العديد من رواياته إلي أفلام سينمائية ناجحة.
و في أواخر عام 1930 سافر إلى هوليوود وقام بكتابة بعض السيناريوهات.
تزوج من أليس براون، سكرتيرة في هيئة الإذاعة البريطانية، قبل مغادرتهم مباشرة إلى الولايات المتحدة في عام 1935، لكنهم تطلقوا في عام 1937. ثم تزوج من غالينا كوبيرناك، لكنهما تطلقا بعد ثماني سنوات. أصبح مواطنًا أمريكيًا في عام 1948.
قام هيلتون بزيارة وداع إلى إنجلترا في عام 1954 قد أصبح يدخن بكثرة ويعاني من مشاكل صحية مختلفة، توفي في ديسمبر في منزله في لونج بيتش، كاليفورنيا، بسبب سرطان الكبد، وقققد كانت إلى جنبه زوجته السابقة أليس التي صالحته. يصفه نعيه في التايمز بأنه«رجل متواضع ومنطوي عن كل نجاحاته، لقد كان متسلق الجبال شديد ومستمتع بالموسيقى والسفر.».

## من أهم أعماله
- (Good bye, Mr. Chips) وداعا مستر شبس 1934.
- (Random harvest) حصاد راندوم 1934.
- (The Lost Horizon) الأفق المفقود 1933. و قد ترجم الشريف خاطر رواية الأفق المفقود إلي اللغة العربية بواسطة مكتبة الأسرة ببمصر.
- (We Are Not Alone) نحن لسنا وحدنا 1937 رواية.

## روابط خارجية
- جيمس هيلتون على موقع IMDb (الإنجليزية)
- جيمس هيلتون على موقع الموسوعة البريطانية (الإنجليزية)
- جيمس هيلتون على موقع مونزينجر (الألمانية)
- جيمس هيلتون على موقع ميوزك برينز (الإنجليزية)
- جيمس هيلتون على موقع قاعدة بيانات برودواي على الإنترنت (الإنجليزية)
- جيمس هيلتون على موقع إن إن دي بي (الإنجليزية)
- جيمس هيلتون على موقع قاعدة بيانات الفيلم (الإنجليزية)